# Heihoefke
Heihoefke is een buurtschap in de gemeente Bergen op Zoom in de Nederlandse provincie Noord-Brabant. Het ligt ten noordoosten van Woensdrecht en ten zuiden van de stad Bergen op Zoom.
De buurtschap wordt onder de woonkern van Heimolen gerekend, dat zelf binnen de woonplaats Bergen op Zoom valt. In 1838-1857 werd het vermeld als 't Heihoefke en in 1865 als Het Hoefke. De plaatsnaam verwijst naar het feit dat het een onontgonnen vlakte of veld (heide) was waarop een kleine boerderij (hoeve) was gelegen. Hieruit zal de buurtschap gegroeid zijn. Anno 2024 telt de buurtschap 41 adressen.
Stad: Bergen op Zoom      Dorpen: Halsteren · Lepelstraat

Buurtschappen: Heihoefke · Heimolen · Kijkuit · Kladde · Klutsdorp · Nieuwe Molen · Oude Molen · Slikkenburg · Spinolaberg · Vetterik · Waterkant · Zuidgeest

Noord-Brabant: Steden en dorpen      Nederland: Provincies · Gemeenten